# 克劳迪奥·万代利
克劳迪奥·万代利（義大利語：Claudio Vandelli，1961年7月27日—），意大利男子自行车运动员。他曾代表意大利参加1984年夏季奥林匹克运动会自行车比赛，获得男子团体计时赛金牌。